# Banque Raiffeisen
Banque Raiffeisen is een coöperatieve bankgroep in Luxemburg. De bankgroep werd opgericht in 1926.